# 君がいたあの季節
「君がいたあの季節」（きみがいたあのとき）はTEARSの2枚目のシングル。

## 内容
北原通誉、元DEENの中居辰磨加入後のシングル。日本テレビ「Jリーグ番組」イメージソング。寺島良一が唯一、編曲に参加した楽曲であり、加藤貴也が初めて編曲に携わった楽曲でもあり、本田孝信作曲家デビュー曲でもある。
カップリングの「夢の向こうへ」は、葛原豊が初めて作曲を手がけた。

## 収録曲
1. 君がいたあの季節
作詞：葛原豊　作曲：本田孝信 編曲：加藤貴也・寺島良一
2. 夢の向こうへ
作詞・作曲:葛原豊 編曲：加藤貴也
3. 君がいたあの季節 (inst.)

## 参加ミュージシャン
- 後藤康二（ZYYG） - ギター
- 鈴木康志 - アコースティックギター
- 本田孝信 - コーラス
- 加藤貴也 - キーボード
- 栗林誠一郎（ZYYG） - コーラス